# Kalbi
Kalbi (có khi viết là galbi) là tên gọi chung của các món lườn nướng trong ẩm thực của người Triều Tiên. Galbi thường là thịt sườn bò hoặc lợn hoặc gà tẩm xì dầu (kanch'ang) rồi nướng. Khi dùng sườn bò, nó còn được gọi là "sokalbi" (소갈비) hoặc "soekalbi" (쇠갈비), trong đó tiền tố "so" hoặc "soe" nghĩa là "bò". Còn nếu dùng sườn lợn hoặc sườn gà thì được gọi là "twaechi galbi" (돼지갈비) hoặc "t'ak galbi" (닭갈비). Tuy nhiên, vì sườn bò hay được dùng hơn cả, nên nhiều khi chỉ kalbi khong thôi cũng hàm ý món sườn bò nướng.

## Hình ảnh

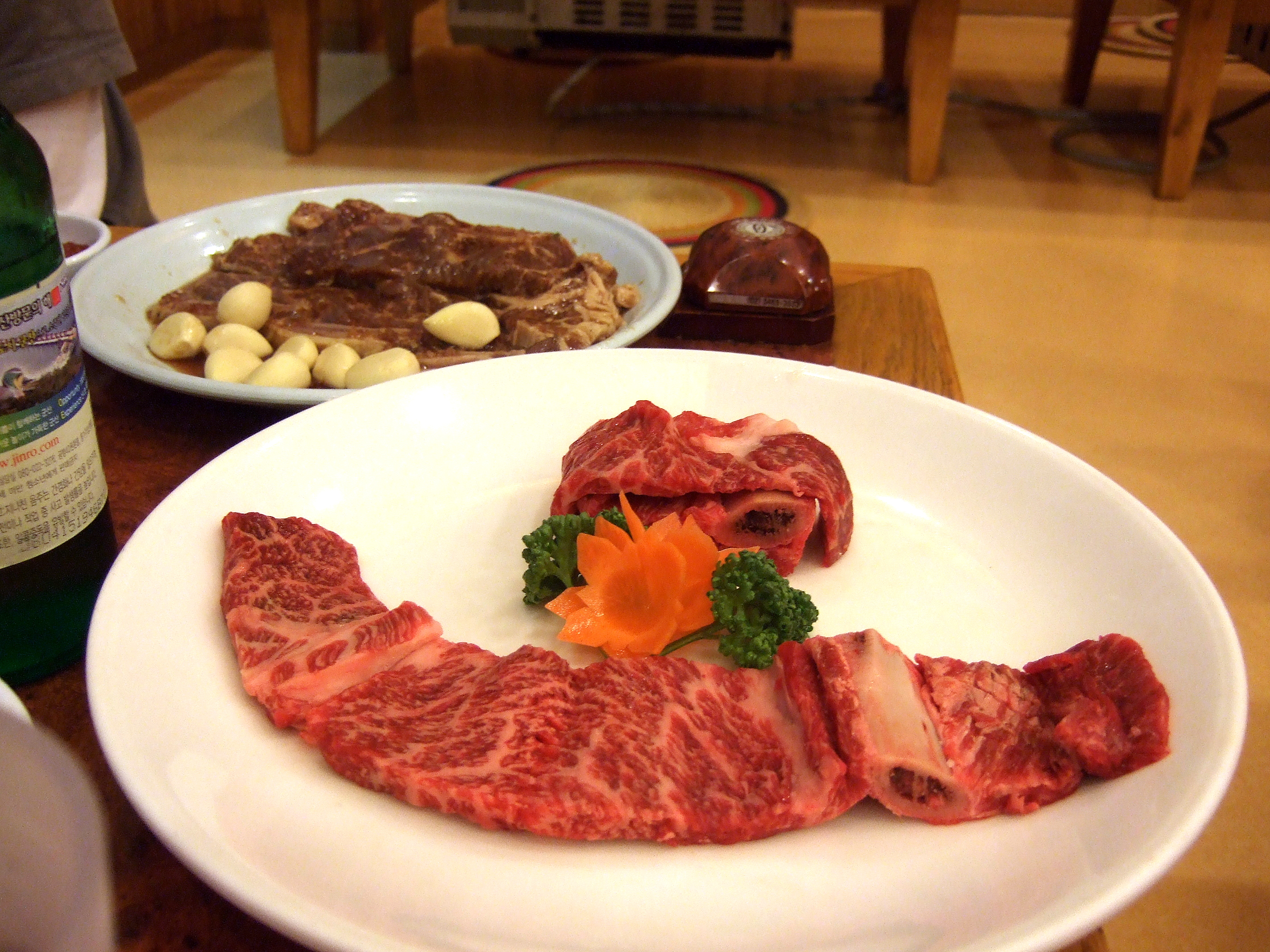
Món galbi bò đã tẩm và chưa tẩm nước sốt
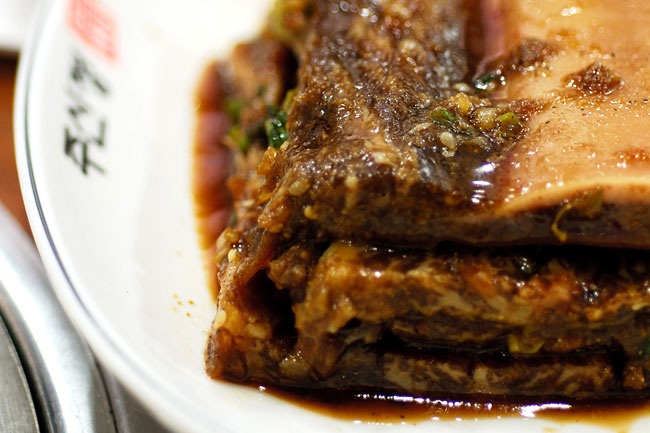
Galbi đã ngâm tẩm nhưng chưa nướng
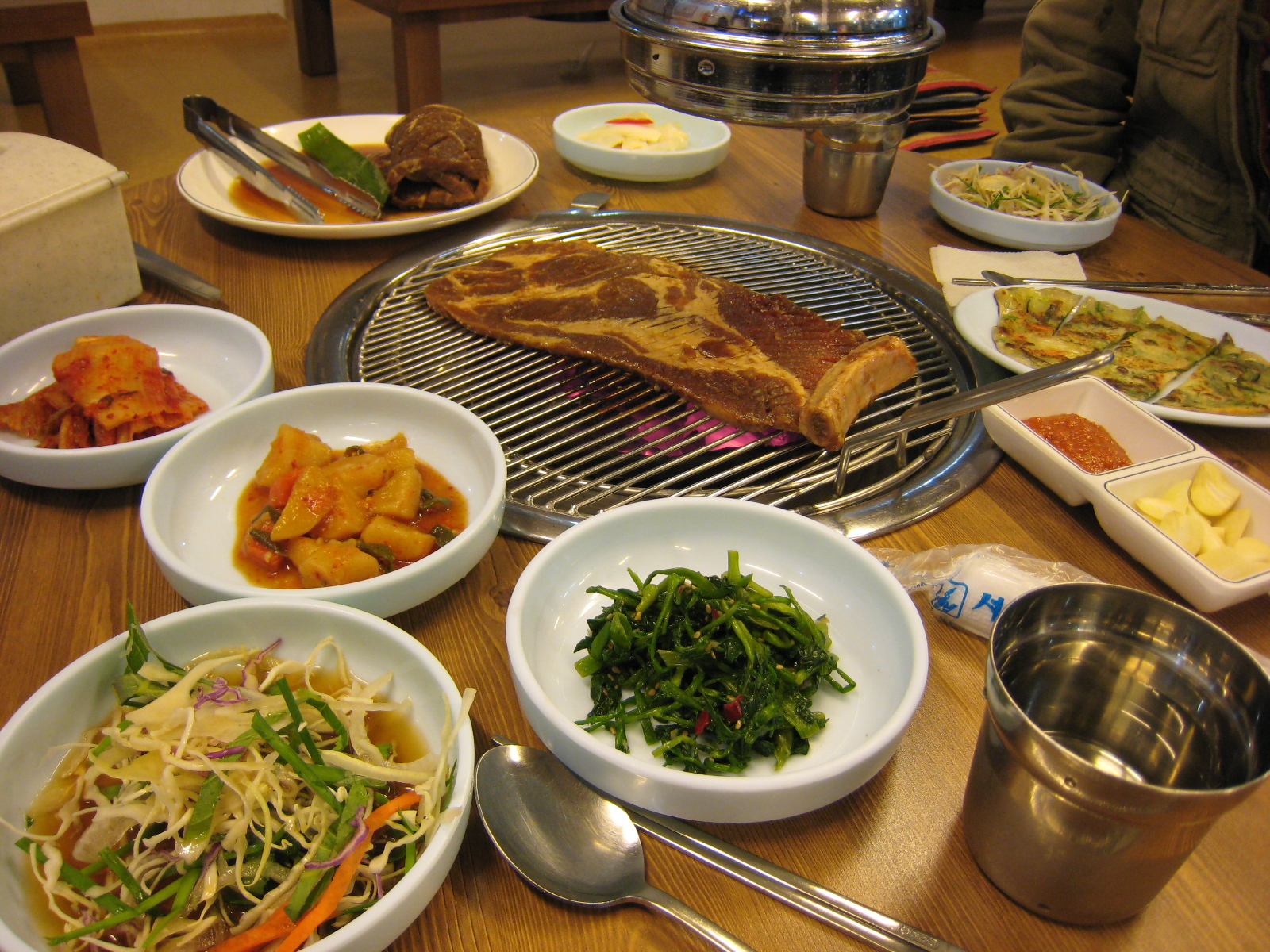
Galbi và banchan (đĩa nhỏ hơn bên cạnh)
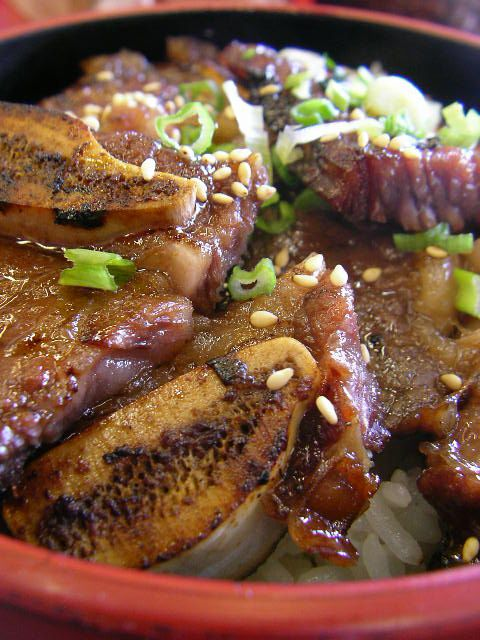
Sogalbi (소갈비 galbi bò)
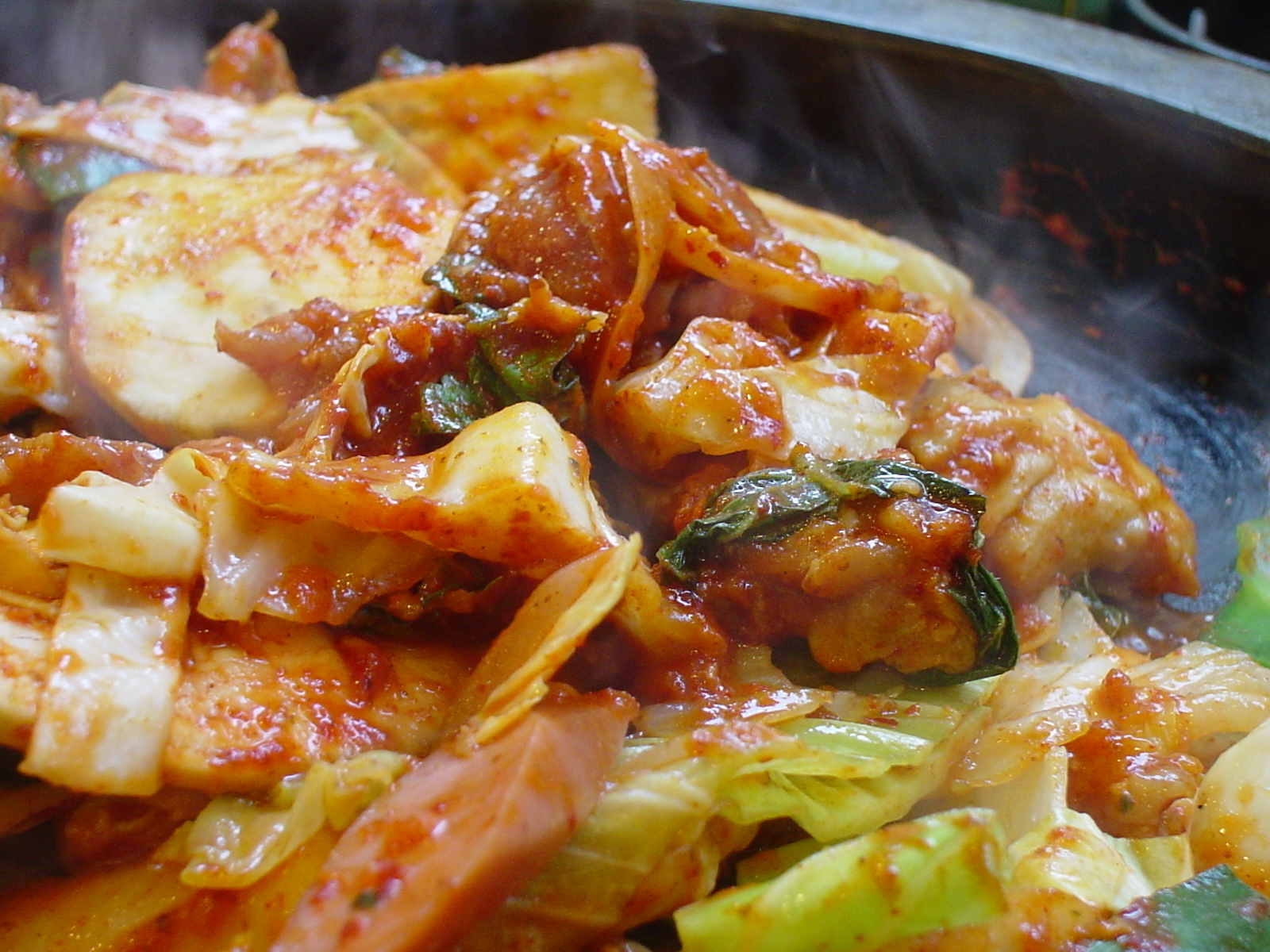
Dak galbi (닭갈비 galbi gà)
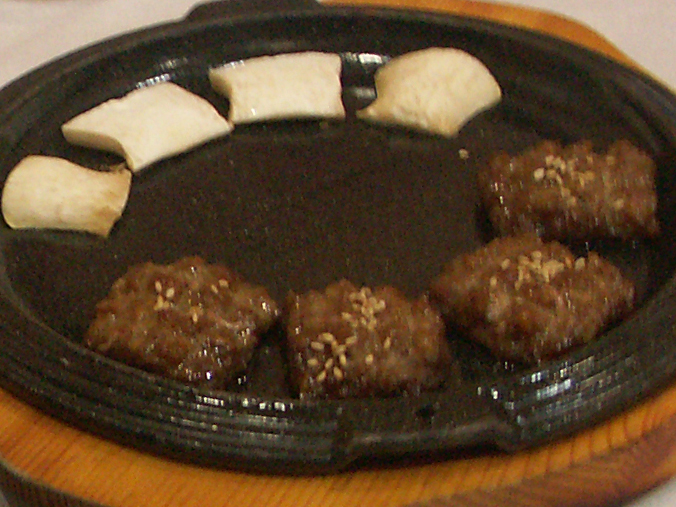
Tteok galbi (떡갈비 thịt băm viên làm từ galbi)
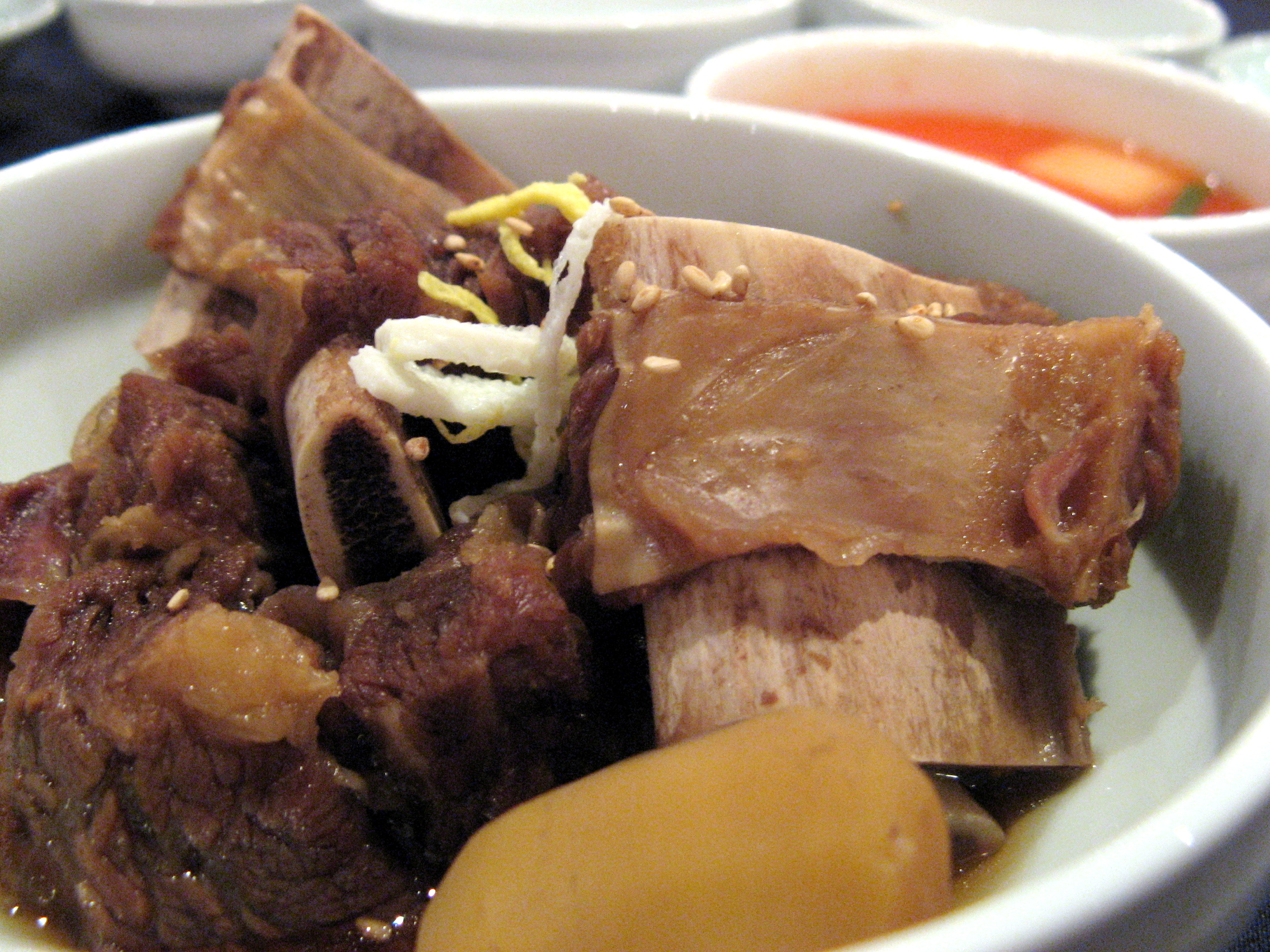
galbijjim, galbi om.